# Órla Fallon
Órlagh Fallon (Knockananna, Irlanda 24 de agosto de 1974), profesionalmente conocida como Órla Fallon, es una cantante, compositora y arpista irlandesa, exmiembro de la agrupación musical Celtic Woman y del coro irlandés Anúna.

## Primeros años
Fallon nació in Knockananna, Irlanda. Toca el arpa y ha interpretado variadas melodías tradicionales de Irlanda. Fallon estudió en el Instituto de Educación Mater Dei en Dublín.

## Carrera

### Inicios musicales
Su álbum de debut llamado The Water Is Wide, fue lanzado en Europa en el año 2000 y posteriormente se publicó en Norteamérica en el año 2006 con motivo de la muestra en solitario de la música de Órla después del gran éxito obtenido con el conjunto Celtic Woman. En el año 2005 apareció en el álbum de The Duggans llamado Rubicon acompañada de varios miembros del grupo Clannad como Moya Brennan.

### Celtic Woman
En el año 2004, ella envió un «demo» de su trabajo independiente al productor David Downes, quién en aquel entonces trabajaba en el concepto de Celtic Woman. Debido a sus capacidades vocales únicas Downes se contactó con Órla para invitarla a participar en un espectáculo musical de una sola noche. Fallon aceptó y se convirtió en uno de los miembros fundadores de Celtic Woman. Órla Fallon ha interpretado destacados temas siendo algunos pocos los que ha acompañado en el arpa estos son «Isle of Inisfree», Carrickfergus». También ha hecho acompañamiento en el arpa en la interpretación de Chloë Agnew de «Ave María» en 2005. Fallon aparece en los primeros cuatro álbumes de Celtic Woman, estos son: Celtic Woman, A Christmas Celebration, A New Journey y Celtic Woman: The Greatest Journey, así como en las presentaciones de los especiales de PBS y sus respectivos DVD filmados en 2004, 2006 y 2007 respectivamente.
En 2009 Fallon anunció que dejaría el grupo para dedicarse a su vida personal con su familia y para tomarse un descanso «full-time». Fue sustituida por la cantante irlandesa Alex Sharpe.

### Post Celtic Woman
En 2009, Fallon apareció como vocalista invitada en la gira y el especial de PBS de Jim Bricksman llamada It's a Beautiful World y lanzó su segundo álbum Distant Shore en septiembre del mismo año. Esto fue seguido con el lanzamiento de su tercer álbum independiente Music of Ireland: Welcome Home. En diciembre de 2010 Órla realizó un especial celta-navideño transmitido por PBS llamado Órla Fallon's Celtic Christmas donde por primera vez se reúnen dos exmiembros de Celtic Woman; Méav Ní Mhaolchatha acompaña a Fallon en la interpretación del tema Do You Hear What I Hear?.
En marzo de 2011, Fallon publicó otro álbum llamado, Órla Fallon: My Land, el cual coincidió con otro especial de PBS de Fallon.
En 2012 publicó su séptimo álbum de estudio titulado Lullaby Time
Actualmente es vocalista de la banda Tin Cup Gypsy. Se encuentra casada con su esposo John y juntos tienen un hijo llamado Freddie.

## Discografía
- The Water Is Wide (2000 ), (2006 )
- Celtic Woman (2005)
- Celtic Woman: A Christmas Celebration (2006)
- Celtic Woman: A New Journey (2007)
- Celtic Woman: The Greatest Journey (2008)
- Jim Bricksman: It's A Beautiful World (2009)
- Distant Shore (2009)
- Music of Ireland: Welcome Home (2010)
- Winter, Fire & Snow: A Celtic Christmas Collection (2010)
- Órla Fallon's Celtic Christmas (2010)
- My Land (2011)
- Lullaby Time (2012)